# 恐怖のショック療法
『恐怖のショック療法』（原題：Shock Treatment）は、エドガー・ウィンター・グループが1974年に発表したスタジオ・アルバム。ウィンターのリーダー・アルバムとしては通算5作目、スタジオ・アルバムとしては4作目で、エドガー・ウィンター・グループ名義では2作目に当たる。

## 背景
オリジナル・ギタリストのロニー・モントローズ脱退後、チャック・ラフの推薦によりジェリー・ウィームスが後任を務めていたが、最終的には、以前よりウィンターと親交の深かったリック・デリンジャーが、本作よりグループの正式ギタリストとなった。

## 反響
アメリカのBillboard 200では13位に達し、ウィンターのリーダー・アルバムとしては3作目の全米トップ40アルバムとなった。1974年7月には、RIAAによりゴールドディスクの認定を受けた。また、本作からは「リヴァーズ・ライジン」（全米33位）、「イージー・ストリート」（全米83位）がシングル・ヒットした。
日本では、ウィンターのアルバムとしては初のオリコンLPチャート入りを果たし、8週トップ100入りして最高61位を記録した。

## 評価・影響
マイケル・B・スミスはオールミュージックにおいて5点満点中3.5点を付け「前作ほど良質なアルバムではないが、単体で見れば十分な成功作である」と評している。ロバート・クリストガウは本作にCプラスを付け、リック・デリンジャーやダン・ハートマンを「ヘヴィ・ポップの達人」と評価する一方、リーダーのウィンターに関しては「シンセサイザーを多用しすぎている」と評している。
近田春夫は近田春夫&ハルヲフォン名義のアルバム『ハルヲフォンレコード』（1977年）を制作する際、本作から特に強い影響を受けたとのことで、近田はエドガー・ウィンター・グループの音楽性について「音楽理論的に考えると非常に高度で演奏も難しいんだけど、表面的には水商売っぽいくだらないものとして受け取られる、という点が尊敬に値する」と評している。また、デイヴィッド・リー・ロスはEP『クレイジー・フロム・ザ・ヒート』（1985年）において、本作収録曲「イージー・ストリート」をカヴァーした。

## 収録曲
特記なき楽曲はダン・ハートマン作。
1. 俺達は野獣だ - "Some Kinda Animal" - 3:07
2. イージー・ストリート - "Easy Street" - 4:13
3. 落日のハイウェイ - "Sundown" - 3:25
4. ミラクル・オブ・ラヴ - "Miracle of Love" (Edgar Winter, Dan Hartman) - 3:38
5. ドゥ・ライク・ミー - "Do Like Me" (E. Winter) - 4:49
6. ロックンロール・ウーマン - "Rock & Roll Woman" - 2:51
7. 待ちわびた誘惑 - "Someone Take My Heart Away" (E. Winter) - 4:08
8. クイーン・オブ・マイ・ドリームス - "Queen of My Dreams" - 2:15
9. 君を抱きしめて - "Maybe Some Day You'll Call My Name" - 3:52
10. リヴァーズ・ライジン - "River's Risin'" - 3:19
11. アニマル - "Animal" (E. Winter) - 4:55

## 参加ミュージシャン
- エドガー・ウィンター - ボーカル、キーボード、サクソフォーン、パーカッション
- リック・デリンジャー - ボーカル、ギター、ベース、パーカッション、バッキング・ボーカル
- ダン・ハートマン - ボーカル、ベース、リズムギター、パーカッション、オートハープ
- チャック・ラフ - ボーカル、ドラムス、パーカッション